# フォフォ・スニア
フォフォ・イオセファ・フィティ・スニア（サモア語: Fofó Iosefa Fiti Sunia, 1937年5月13日 - ）は、アメリカ領サモア・パゴパゴ出身の政治家。1981年からアメリカ合衆国下院代議員を通算4期務めた。民主党員。

## 経歴・人物
1937年、スニアはアメリカ領サモアのパゴパゴ地区で生まれた。地元のサモアナ高校を卒業後、1960年にハワイ大学で学士（教養）を取得した。1960年代前半にはサモアの選挙委員を務め、1966年から1972年までアメリカ領サモア政府観光局長を務めた。1962年には『サモアン・ニュース』紙を創刊した。

## 政治家として
1969年、アメリカ領サモア議会上院議員選挙に立候補し、1970年から1978年まで議員を務めた。
1980年、サモア初のアメリカ下院議員選挙が行われ、スニアは民主党系の無所属候補として立候補した。選挙では３名の立候補者中、3,277票（得票率43.7%）と最多得票を獲得した。過半数を獲得できなかったため、決選投票に進み、無所属候補のエニ・ファレオマバエガとの一騎討ちを制し、アメリカ領サモア初の下院議員に選出された。
首席補佐官マシュー・イウリと共謀して、虚偽の給与請求を行い、総額13万3920ドルを政府から詐取したことが発覚した。1988年9月5日に下院議員を辞任。翌6日には下院倫理委員会により懲戒聴聞会が開かれる予定だった。12月4日、スニアは5ヶ月から1年3ヶ月の禁固刑を宣告された。この際、6万5,000ドルを支払い答弁取引を行っていたとされる。

## 政策
- アメリカ下院の代議員として、スニアは英語をアメリカの公用語とする憲法改正に反対した[6]。

## 親族
弟：タウエセ・スニア- 第55代サモア準州知事・第6代サモア準州副知事
弟：イプラシ・スニア- 第8代サモア準州副知事